# D.C.4 〜ダ・カーポ4〜
『D.C.4 〜ダ・カーポ4〜』（ダ・カーポ フォー）は、2019年5月31日にCIRCUS NORTHERNから発売された恋愛アドベンチャーゲーム。『D.C. 〜ダ・カーポ〜シリーズ』のナンバリング4作目の作品であり、家庭用ゲーム機への移植版や、性的要素を加えたバージョンなども発売されている。
前作『D.C.III 〜ダ・カーポIII〜』から7年ぶりのナンバリング作品である本作は、これまでの作品の舞台であった初音島から香々見島に舞台が移った。地方のみならず、世界そのものもI～IIIまでの世界とは鏡映しとなる別の世界となっている。ナンバリングも世界が移った事を示すようにローマ数字から算用数字となっている。

## 歴史
2019年
- 4月12日：プロローグを収録した体験版「生誕のアルティメットパーティ！」をWindows向けに公開。
- 5月31日：『D.C.4 〜ダ・カーポ4〜』(PC)発売。
- 12月19日：『D.C.4 〜ダ・カーポ4〜』(PS4/Switch) 発売。

2021年
- 2月26日：ファンディスク『D.C.4 Fortunate Departures 〜ダ・カーポ4〜 フォーチュネイトデパーチャーズ』(PC)発売。
- 8月27日：『D.C.4 〜ダ・カーポ4〜』のアダルトゲーム版にあたる『D.C.4 Plus Harmony 〜ダ・カーポ4〜 プラスハーモニー』発売。

2022年
- 4月28日：『D.C.4 Fortunate Departures 〜ダ・カーポ4〜 フォーチュネイトデパーチャーズ』のアダルトゲーム版にあたる『D.C.4 Sweet Harmony 〜ダ・カーポ4〜 スイートハーモニー』（18禁）発売
- 10月27日：『D.C.4 Fortunate Departures 〜ダ・カーポ4〜 フォーチュネイトデパーチャーズ』(PS4/Switch)発売。

## あらすじ

### プロローグ
香々見島にある水鏡湖は空が鏡のように映るのが特徴であり、その中央に生える大きな桜は「天空に浮かぶ桜」と呼ばれていた。
ある日、大財閥・鷺澤グループはこの島に不思議の国をモチーフにしたテーマパーク「香々見ワンダーランド」を作り、総帥の一人娘・ 鷺澤 有里栖をモデルとした少女型人工知能・アリスをメインキャストに据える。
ところで、香々見島にある香々見学園に通う常坂 一登には、鏡越しに覗くと笑顔に見えるという能力を持っていた。彼は同級生の白河 ひよりが請け負った恋愛相談への協力をきっかけに、“SSR（Special Smile Realize、特別な笑顔に気づくの意）”という同好会の発起人となる。
プロローグである「生誕のアルティメットパーティ！」開始日は2018年12月13日で本編開始日は2019年4月2日。

### フォーチュネイトデパーチャーズ
秋、香々見学園は、秋の学園祭「カガサイ」が近づいていた。

## 設定
本作は『D.C.I』『D.C.II』『D.C.III』の世界＝サクラの国とは鏡写しのような世界であるミズの国が舞台である。二つの世界の住人は似ているけど別の存在であり、趣味や嗜好、仕草、周辺の環境を含めて色々な所に差異がある。本作が始まる9年前に二つの世界のマナバランスが崩れてミズの国のマナがサクラの国へと流失し始めた。その結果、サクラの国では桜が年中咲き誇るようになり、ミズの国では季節外れの雪という名のマナの残骸が降り注ぐようになった。
サクラの国に比べるとミズの国では魔法使いが少なく、風見鶏のような魔法の教育機関もない。その分か、D.S. -Dal Segno-で導入されているホログラムAIや、環境調整用人口妖精が2010年代の時点で既に実働済みと科学技術の発展が早い（サクラの国では2070年代でも未だネジ巻き式ロボット程度しかなく明らかにミズの国の方が上）。
また、サクラの国では恋をすると魔法が使えなくなるのに対し、ミズの国では逆に増幅する。

## 登場人物
声の項は一登を除き、全年齢版 / 18禁版の順に表記。
常坂 一登（ときさか いちと）
『4』の主人公。香々見学園付属の3年1組→本校1年。SSR所属。誰にでも優しい性格で、困っている人を見ると放っておけない。ノリの良い部分もあり、杉並の活動にも積極的に協力する面もある。本編開始前の12月にひよりの恋愛請負活動を手伝って以来、「他人の笑顔を増やしたい」という理由で同好会SSR（Special Smile Realize（特別な笑顔に気づく））を立ち上げた。杉並やひよりの調査によると、多くの女子からは恋愛対象として見られていないらしい。
幼少期にピアノのコンクールで優勝経験があり、ひよりやちよ子を魅了したほど。5歳の誕生日にグランドピアノを貰う予定だったが、その搬入の遅れから様子を見に行った両親と妹が事故にあって亡くしており、それが自分がピアノをやっていたせいだとしてそれ以来ピアノを弾けなくなってしまった。両親と妹を亡くして以降は実家の隣に住む叔父夫婦に引き取られた。
常坂家とは時遡の魔法を代々受け継ぐ魔法使いの家系である。一登もその魔法を使うことが出来るが、家族を失った後に使った際に制御に失敗して暴走させたので、過去の祖父によって再操作された上で封印された。しかし、時遡の魔法を完全に抑えることが出来なかったため世界に瑕疵が残ってしまった。この影響でサクラの国とミズの国のマナバランスが崩れ、世界崩壊の危機を招いている。他、ひよりの能力覚醒や諳子の不安定化等様々な影響を招いている。
また、「鏡に映した人物の本来の表情（大体は笑顔）を映す」という鏡の魔法を使える。鏡の魔法と鏡付きの懐中時計はカガミの国からミズの国へと帰るときに有里咲からもらった。他、清隆一族同様に他人の夢を見る事もある。夢（二乃の夢？）の中で音夢の過去を見ているが、両者の関係は不明である。
鷺澤 有里栖（さぎさわ ありす）
声：東山奈央/ 遥そら
香々見学園付属の3年1組→本校1年。SSR所属。大財閥・鷺澤グループの一人娘。天然で明るく、飾らない人柄で学園のアイドル的存在である。男子の間では「抜け駆けして告白する者は裏切り者」という暗黙の協定が結ばれているが、アリスの影響で崩れ始めている。本編開始前の12月にひよりの恋愛請負活動がひより一人で請け負いきれないのを見かねて一登達に協力を依頼し、SSR発足のきっかけを作った。ひよりや未羽とは幼馴染であり、それぞれ「ひよりん」「みうたん」の愛称で呼んでいる。自身のブログで食レポをやっており、見ている人からは好評な模様。
本編開始の1年ほど前からサクラの国の対存在である鷺澤有里咲と入れ替わっており、有里栖ルート中盤まで登場する有里栖は後述の有里咲である。本来の有里栖は有里咲よりも若干積極的な性格で、自らを「食べキャラ」と称する大食いでもある。一登曰く、有里咲よりもいい意味で大雑把かつマイペース。有里咲がミズの国で活動している間は有里咲がサクラの国で過ごした記憶を与えられてサクラの国で生活しており、有里咲がカガミの国へ移動した際には有里咲がミズの国で過ごした記憶を付与し、代わりにサクラの国での記憶を消去して辻褄を合わせた上でミズの国に戻された。その際、有里咲が未熟ゆえに記憶以外の印象や感情を残すことができなかったため、記憶はあるけど感情が伴っておらず思い悩み混乱する事となった。
有里栖と有里咲の立ち絵は正面を向いているもの以外が別になっている。右に振り向いてるのが有里栖で左に振り向いてるのは有里咲である。また、左脚の付け根にホクロがあるのが有里栖で右脚の付け根にホクロがあるのが有里咲。
FDでは物語開始時点で有里咲がサクラの国に戻っており、記憶の混乱も何とかなった状態で登場している。
『フォーチュネイトデパーチャーズ』の時点では、男子の間で「陰から幸せを祈ろう」という協定が結ばれている
鷺澤 有里咲（さぎさわ ありさ）
声：東山奈央
4のメインヒロイン。サクラの国における有里栖の対存在。本人曰く「有里咲」は魔法使いとしての真名。有里栖とは瓜二つであるが、二つの世界にこれほど似通った存在がいる事は珍しい。本来の髪色は有里栖と同じ色だが、作中で有里栖と再び入れ替わった後は魔法の影響で金色の髪になっている。カイ（界）の魔法で世界のマナバランスを保つ魔法使いの一族に連なる者で、カテゴリー5の魔法使いが人生を捧げねば習得できないほどの大魔法である「境界を超える魔法」を比較的容易に修得できる。血と身体が常に界の魔法のためにマナ消費し続けて使える魔力が減ってしまうため、それ以外の魔法は並以上の努力を要することになる。また、物事を安定させるナギ（凪）の魔法も祖母から伝授されており、カイとナギの魔法使いとしての宿命を幼少時代から叩き込まれている。
本編開始から10年ほど前、魔法の修行から逃げる為に行った二つの世界の狭間であるカガミの国で一登と出会って友達となった事で一登が時遡の魔法を使うきっかけを作ってしまう。世界の崩壊を防ぐために時遡の魔法が打ち消された後、一登が二乃の願いの魔法でミズの国に戻る際、懐中時計を一登に渡して鏡の魔法を教えた。この出会いをきっかけに有里咲は一人前となることを目指し、真面目に修行に向き合うこととなった。その9年後、二つの世界のマナバランスを保つためにミズの国へとやってきた。対世界にそれぞれいる対存在が同じ世界に同時に存在するのがとても難しい為、やむなく有里栖と入れ替わって生活していた。入れ替わっている間、両親は娘の振る舞いに違和感を感じたためか、有里栖とは若干異なる対応を見せている。
彼女の実家は有里栖と違って資産家ではなく、両親も放任主義だったために割と適当でいざとなれば野宿も辞さないほど。また、サクラの国＝『D.C.I』〜『D.C.III』の世界出身だが、鷺澤家のある初音島を見たことはない。。
先行体験版「生誕のアルティメットパーティー！」ではラストで一登の夢の中に金色の髪の姿で登場。また、上記のSSR発足のきっかけは有里咲であったため、因果のなくなったグランドエンディングではSSRもなくなっている。
名前は由岐子がお気に入りの『不思議の国のアリス』の主人公「アリス」と創眞からもらった名前の「桜来瑞花」の響きを残すために「咲」という字を合わせて付けられた。

常坂 二乃（ときさか にの）
声：伊藤彩沙 / くすはらゆい
香々見学園付属の3年1組→本校1年。一登の義妹で、血縁的には従妹にあたる。学園では優等生としてふるまうが、一登には小悪魔的な誘惑をする。一登の実妹である三美とは妹という関係を取り合った仲で、トレードマークの帽子は三美からもらった。料理を作るの苦手。朝にも弱く、いつも一登に起こされている。機嫌が悪くなるといつも鏡の魔法で誤魔化されるのが不満の種。
彼女も魔法使いである常坂家の血を受け継いでいるため、「願った事を実現させる」願いの魔法を使える。本気で願うほど実現率が上がるが、正式な訓練を受けていないため、意図せず発動させてしまう事もある。一登の両親と妹の事故も自分の魔法のせいではないかと思って罪悪感を感じており、あくまで三美から託された妹という立場を保っている。
『フォーチュネイトデパーチャーズ』の時点では、仲間内でも砕けた一面を見せるようになり、周囲から良い変化として受け入れられている。
逢見 諳子（おうみ そらね）
声：加藤英美里 / 結城ほのか
香々見学園本校の1年2組→本校2年。一登の家の隣に住む姉。一登と二乃のことが大好きだが、それ以外への関心が薄い。研究で多忙な常坂夫妻と料理下手な二乃に代わって、常坂家の料理一切を賄っている反面、機械の操作が苦手なため料理以外の家事はしていない。なお、作中に登場する携帯端末「TAB」の操作方法は何とかマスターしている。
正体はウサギ。普段は隠しているが、体調が悪かったり、油断すると頭頂部にウサ耳が生える。大昔に大国主と兄神が争った際に大国主に味方したが、兄神によって人間の中ではウサギに、ウサギの中では人間になる変身と不老、さらに真実を語れなくなる三つの呪いをかけられている。また、大国主から祝いによってウサ耳が生えた人間として生きられるようになったが、逆に人間の間でもウサギの間でも生きられなくなった。そんな中出会った元に人間として受け入れてもらい、元について行く事になる。そして常坂家に戻った際、元に大国主の祝いをアップデートされてウサ耳を隠せるようになり、以降は家族として共に常坂家で暮らすようになった。不老により見た目よりもずっと長生きしているが、人間時の外見は本人の意思で変える事が可能。が、やりすぎて制御を誤るとしばらく（長くて一日程度）元に戻れなくなる。
『フォーチュネイトデパーチャーズ』の時点では、一登と二乃以外の者に対しても関心を示している。
白河 ひより（しらかわ ひより）
声：阿澄佳奈 / 白雪碧
香々見学園付属の3年1組→本校1年。香々見学園の寮生の一人。一登のクラスメイトかつトラブルメイカー。一人称はボク。他人の恋愛を幇助する恋愛請負人として活動しており、その成功率の高さが校内では評判である。型破りな性格故に恋愛経験はないが、本人は気にしていない。「恋愛執行」には専用の二丁拳銃で光を発射し、五七五で締める。執行には一定の美学を持っており、あくまで助けるだけで強要はしないを基本としている。制服を改造してマントのようなものを羽織っている。実家は旧来からの武家の名家で茶道、華道や武道等なんでもこなす。名家の繋がりで有里栖や未羽とは幼馴染だが、風紀委員である未羽（+風紀委員ズ）にはいつも追い掛け回されており、校内の風物詩になっている。
「恋愛のポテンシャルが繋がり可視化する数値化して見える」という能力を持っており、更に一登によるマナバランス崩壊の影響で「恋愛のポテンシャルを操作する」能力も持っている。ポテンシャルは増やす事はできないため、自分のポテンシャルを相手に譲渡している。その気になれば他人から他人へ、他人から自分へ譲渡する事も可能だが、ひよりの矜持としてこの使い方はしていない。執行の際の二丁拳銃の演出はこの能力の使用によるもの。過去に未羽との三角関係でイジメにあって孤立した際にこの能力に目覚め、一躍人気者になった事で自分の孤独を埋める手段として危険な物と知りつつも使い続けている。ひより自身に恋愛話が一切ないのはこの能力の乱用のためだが、一登との縁には影響が出ない。グランドエンディングで時遡の魔法による因果が無くなった際にはこの能力も無くなったため、占いによる恋愛相談を請け負っている。
『フォーチュネイトデパーチャーズ』の時点では恋愛請負人を引退している一方、自分に対する評価が上がっていることを認識している。
鳳城 詩名（ほうじょう しいな）
声：水瀬いのり / 杏子御津
香々見学園付属の3年2組→本校1年。2月という季節外れな時期に転入してきた。無口で近寄りがたい雰囲気がある為、一人でいる事が多いことに加え、毒舌家でもある。季節外れな転校生という事で杉並や一登の興味を引くが、毒舌をはいて迷惑がっている。唯一些細な事から話しかけたちよ子のみ友達として付き合っている。一登も認めるほどのピアノの腕を持つ。ゲームが好き。一人暮らしであり、バイト先で住み込みしている。
別の世界から来た魔法使いで、その世界における一登とちよ子の娘である。一登からはピアノと鏡の魔法を習っている。鏡の魔法は一登とは異なり「一度出会った（写真でも可）今自分が会いたい人物を映す」事ができる。両親が大好きであり、本人はファザコンの気がある事を気にしている。
ミズの国に来たのは一登の件が原因であり、因果のなくなったミズの国には存在していない。
美嶋 未羽（みしま みう）
声：前川涼子 / 歩サラ 
香々見学園付属の2年2組→付属3年。風紀委員長代行。引っ込み思案で目立つ事も苦手だが、真面目な性格なので押し付けられた風紀委員長代行を請け負っている。ひより同様に白いマントを羽織っている。風紀委員長の仕事としてひよりの恋愛執行や杉並の問題行動を日々追いかけているが、運動音痴がたたって全く成果は上がっていない。ひよりとは学園では追うもの追われるものの立場だが、白河家とは分家筋にあたる為、プライベートでの仲はむしろ良い。
ひよりが「恋愛のポテンシャルの繋がりを可視化する」のに対して、未羽は「恋愛のポテンシャルを所持数を数値化して見る」能力を持っており、ひよりをしつこいほど追いかけて止めようとしているのは彼女の「恋愛執行」により、ひよりが自分のポテンシャルを譲渡しているのを観測できるためである。
『フォーチュネイトデパーチャーズ』の時点ではひよりが恋愛請負人を引退したことに伴い、恋人同士の時間が取りやすくなったと感じている。
日野原 ちよ子（ひのはら ちよ子）
声：尾崎由香 / 奏雨
香々見学園付属の2年3組。香々見学園の寮生の一人であり、愛称は「ちょこ」。何事も前向きで当たって砕けろ、思い立ったが吉日がモットー。「CHOCO」の名で生放送を配信するマイチューバーであり、常にビデオカメラを持ち歩いているほか、マイチューバーとしてKotoRIを目標としている。動画配信のネタはゲーム実況が多いが、あまり得意ではないらしくクリア報告は稀。他人のことは何かしらの愛称で呼ぶ。
他人のことは何かしらの愛称で呼ぶ。
先行体験版「生誕のアルティメットパーティー！」では転校生である詩名以外のヒロインの中で唯一登場しないが、苗字だけは登場する。また、叶方とは面識がある事が分かる。
詩名が元居た世界では一登と結婚して娘の詩名をもうけている。
基本的に敬語で話すが、FDでは未羽とだけは敬語なしで話すほど仲良くなっている。
『フォーチュネイトデパーチャーズ』の時点では自然体で配信を行えるようになり、ファンが増えたと感じている。
杉並
声：岸尾だいすけ/阿佐ヶ谷方南
香々見学園付属の3年1組→本校1年。一登の同級生。自称名探偵の一登の悪友その一。その名に恥じない情報収集能力、行動力を持つが、イベントの度に問題行動を起こすひよりと並ぶ風紀委員のマークの対象。周囲からは変人扱いされている。
歴代の杉並同様下の名前は不明だが、本作ではパーソナルデータが公開されており、寮住まいという事も明かされている。ただし、誕生日については一登から本当なのか疑われている。SSR所属。グランドエンディングではSSRも存在しないためフリー。
また、有里栖の入れ替わり等魔法について知っている描写がある。
叶方
声：森嶋秀太/おおしたこうた
香々見学園付属の3年1組→本校1年。一登の同級生で悪友その二。香々見学園の寮生の一人。綺麗な恰好をすることが趣味で女子用の制服を着ているが、性自認は男である。その趣味から多くの女子と交流があり、SSRでの活動時にも女子とのパイプ役などで活躍する。一登や杉並と組んで悪だくみする事もあり、恰好と相まって目立つため、揃って三バカと呼ばれる。
作中、本校に進級しているが、引き続き本校の制服ではなく付属の女子制服を着ている。
十河 泉
声：石黒千尋/青山ゆかり
香々見学園付属の保険医で、一登のクラスの担任。
一登達の祖父・元とは知り合いらしい。彼の影響で、この世には魔法のような不思議がある事を知っている。また、彼との縁で諳子とも学園以前からの知り合いのようで、彼女からは「泉ちゃん先生」と呼ばれている。
KotoRI
声：堀江由衣/花澤さくら
お悩み相談室を運営しているバーチャルマイチューバー。穏やかな歌声からファンが多く、一登もその一人である。
白河 琴里（しらかわ ことり）
声：堀江由衣
三日月島に住むひよりの親戚であり、KotoRIの中の人。配信時のアバターであるKotoRIがそのまま大人になったような容姿をしている。ひよりが三日月島を出て一人暮らしする際に唯一味方になって後押しした。
配信時の過去話の内容や聖歌隊に所属していたなど、対存在と思われるサクラの国のことりと共通点が多い。

アリス
声：東山奈央/遥そら
テーマパーク「ワンダーランド」のメインキャストである人工知能で、有里栖をモデルとしている。
『フォーチュネイトデパーチャーズ』の時点では有里栖の遠縁・有里咲として香々見学園本校に編入している。
ちぇし
声：田村ゆかり/北都南
一登が出会う謎の生物。ぬいぐるみのような外見をしており、「にや」と鳴く。ちぇしの名は一登が名づけた。
常坂 元（ときさか げん）
声：杉田智和/黒瀬鷹
一登の祖父である魔法使いで、作中では故人である。
常坂 零次
声 - 大西弘祐 / 八鍬忍
常坂 十和子
声 - 井上里奈 / 椿なつめ
鷺澤正佳
声 - 秋谷啓斗 / 霧島陽炎
日下 尚純（くさか なおずみ）
声：渡井奏斗 / やまなか正之
テーマパーク「ワンダーランド」の開発室のメンバーの一人。
日下 可純（くさか かすみ）
声：天野聡美 / なかせひな
鷺澤家のメイドで尚純の妹。
寺嶋梓
声 - 谷口夢奈 / 潮谷篭愛
上嶋ララ、リリ、ルル
声：河崎桃子 / 明里芽依
美羽の下で働く風紀委員3人組。
無印ではグラフィックの無いモブキャラだったが、FDでグラフィックが付いた。髪の色が違うだけで全員同じ顔、苗字である事から三つ子と思われる。
光山 沙希（ひかりやま さき）
声：澤田美晴 / 相模恋
ワンダーランドの受付係。
常坂三美
声：木野日菜
一登の実妹。
鷺澤由岐子
声 - 佐竹海莉
有里咲の祖母。
森園 立夏（もりぞの りっか） / リッカ・グリーンウッド
『D.C.III』に登場。
『D.C.4 FD』ではグランドフィナーレ（有里咲ルート）で初音島に魔法の桜を植える直前に謎の男性と会話している。

### D.C.4 FDより登場
八坂 愛乃亜（やさか めのあ）
声：小岩井ことり
一登の前に時折現れては謎の言葉を一方的にかけて去っていく謎の少女。見た目は小悪魔風の服装でしょっちゅうぺろぺろキャンディをなめている幼い少女だが、自分を「あたしちゃん様」、「大天才」と称し、一登らを「凡人」と呼ぶ。
系統樹の径と呼ぶ魔法でその世界の平行世界（要は作中の別ルート）を自由に行き来出来る魔法使い。そのため、彼女はあらゆるルートに跨って登場する同一人物である。普段はモノクルをかけており、そのモノクルを通じて何者か、あるいはモノクル自身と会話している。
彼女自身が何者なのか、何を目的としているかも最後まで不明のままで幕を閉じる。

## 作品背景

### 開発（プラスハーモニー）
キャスティング
『プラスハーモニー』における諳子役には、『D.S. -Dal Segno-』にも出演経験のある 結城ほのかが起用された。結城はアダルトゲーム「BugBug」による2023年のインタビューの中で、自分の大好きな『D.C. 〜ダ・カーポ〜』シリーズのナンバリング作品に出演することに加え、一般版では加藤英美里が諳子を演じていたこともプレッシャーだったと明かしており、自分の声になったことで諳子のファンが違和感を感じたらどうしようという不安があったと振り返っている。結城によると、収録に際しては一般版の声を意識するような指示はなく、自由に演じてくれと言われたため、自分なりの諳子を演じたが、無意識のうちに寄せてしまったかもしれないという。

## スタッフ
- 原画：たにはらなつき、鷹乃ゆき、蜜桃まむ、如月ゆう、しゃゆり[1]
- シナリオ統括：愛羽[1]
- シナリオ構成：緒乃ワサビ（Laplacian）[1]
- シナリオ：ハサマ、相良中通、日富美信吾、保住圭、夕凪和泉、満腹亭白米[1]

## 主題歌
D.C.4～ダ・カーポ4～ / D.C.4 Plus Harmony 〜ダ・カーポ4〜 プラスハーモニー
- オープニングテーマ『D.C.4 ～新しい世界～』
  - 作詞・作曲：tororo、編曲：chokix、歌：Rin'ca

- グランドエンディングテーマ『サクラ日和』
  - 作詞：tororo、作曲：yozuca*、編曲：lotta、歌：yozuca*

- エンディングテーマ『君を探してた』
  - 作詞・作曲：rino、編曲：chokix、歌：CooRie

- 挿入歌『恋するMODE』
  - 作詞：yozuca*、作曲・編曲：Nekusam、歌：Rin'ca

- 挿入歌『始まりのキセキ』
  - 作詞・作曲：rino、編曲：ANZIE、歌：Rin'ca

D.C.4 Fortunate Departures 〜ダ・カーポ4〜 フォーチュネイトデパーチャーズ / D.C.4 Sweet Harmony 〜ダ・カーポ4〜 スイートハーモニー
- オープニングテーマ『Darling-go-round』
  - 作詞：yozuca*、作曲：Rin'ca、編曲：chokix、歌：Rin'ca

- エンディングテーマ『アイノコドウ』
  - 作詞・作曲：rino、編曲：chokix、歌：CooRie

- 挿入歌『DREAM CHANCE!』
  - 作詞：yozuca*、作曲：rino、編曲：chokix、歌：M.A.R.Y. 4 TUNES

- 挿入歌『My sweet memory』
  - 作詞・作曲：yozuca*、編曲：lotta、歌：yozuca*

- 挿入歌『めぐり逢えたね』
  - 作詞：rino、作曲・編曲：ANZIE、歌：東山奈央

## 反響

### 売り上げ（PC版）
本作PC版は、その発売月の売り上げにおいて、『BugBug』の集計では4位であった。

### 評価（PC版）
『BugBug』2019年8月号に本作のレビューが掲載されている。レビュアーのタナカツは、主人公の魔法が従来作におけるような和菓子を生み出すものではなかったことに「あれ？和菓子じゃないの!?」とまず驚いたとし、シリーズ作品ではありつつも新しいテーマの物語でもあるという作り手のメッセージを受け取ったと述べている。7人いるヒロインのルートはいずれでも「ダ・カーポらしい、笑えて、甘酸っぱくて、そして最後は泣ける」という質の高い物語が展開されるとし、とりわけルートロックがかけられている鷺澤有里栖のシナリオにおいて、張り巡らされた伏線が一気に回収されていく爽快感と、感動が味わえたと肯定的に評価している。
また、「Getchu.com」による「美少女ゲーム大賞2021」では、『D.C.4 Fortunate Departures』がミュージック部門の10位にランクインしている。

### 評価（コンシューマ版）
ニュースサイト「Gamer」のTOKENはオーソドックスなテキストアドベンチャーゲームながらも、実際遊んでみると予想以上の細かな演出によって物語に没入できると評している。TOKENは没入感をほかの増す要素として、会話の中でもキャラクターの表情や立ち振る舞いが変化することや、前作『D.C.III ～ダ・カーポIII～』でも採用されていた、一登と他のキャラクターとの距離感や立ち位置の表現も挙げており、ヒロインたちの表情や仕草を楽しむだけでもあっという間に読み進めることができたと述べている。
また、TOKENは世界観の面白さも評価しており、過去作でも近未来感はあったものの、本作においてはテーマパーク「香々見ワンダーランド」におけるVR・ARを活用したアトラクションやそのメインキャストであるアリス、さらにはヴァーチャルマイチューバーのKotoRIといった、今（2019年時点）のプレイヤーでも認識しやすいアプローチが取られており、わくわくしたと話している。それでいて、キャラクターたちの暮らしは現実と変わりがなく、定番感のあるやり取りが楽しめるのも嬉しい点として挙げている。